# European Carton Makers Association
Die 1960 gegründete European Carton Makers Association (ECMA) veröffentlichte den ECMA-Code, eine Sammlung standardisierter Stanzverpackungen und Faltschachteln. Mit dieser Sammlung lassen sich nahezu sämtliche Formen von Faltschachteln entwickeln. Die Maße sind hierbei variabel. Mittels ECMA-Code und Angabe von Maßen ist eine anschauliche Basis zur Verständigung mit Druckereien und anderen weiterverarbeitenden Industriezweigen (vor allem im Verpackungsbereich) möglich.
Der Hauptsitz der Organisation befindet sich in Den Haag, ein weiteres Büro in Brüssel. Da ihr 500 Kartonhersteller fast aller Länder des europäischen Wirtschaftsraums angehören, repräsentiert die ECMA 70 Prozent des Marktvolumens und mehr als 50.000 Beschäftigte der kartonherstellenden Industrie.
Gründungs- und Ehrenpräsident war Ernst Hammans.

## ECMA-Code
Nach dem Klassifizierungssystem ECMA-Code für Verpackungen aus Karton/Pappe werden sechs Kategorien von Schachteltypen unterschieden:
| Schachteltyp | ECMA-Bezeichnung (alt)(neu)                    |
| --- | ---------------------------------------------- |
| Standardschachteln (alt) Faltschachtel rechteckig mit Längsnahtklebung (neu)                                                             | A                                              |
| Stülpfaltschachteln (alt) Faltschachtel rechteckig ohne Längsnahtklebung (neu)                                                           | B                                              |
| Gürtelfaltschachteln (alt) Faltschachtel nicht rechteckig mit Längsnahtklebung (neu)                                                     | C                                              |
| Faltschachtelzuschnitte für ungeheftete und ungeklebte Konfektionierung (alt) Faltschachtel nicht rechteckig ohne Längsnahtklebung (neu) | D                                              |
| Faltschachtelzuschnitte ungeleimt, um bei Gebrauch geklebt zu werden (alt) Faltschachtel mit Produktintegration (neu)                    | E                                              |
| Sonderformen und Spezialkonstruktionen (Zuschnitte)(alt) Sonstige Faltschachteln (neu)                                                   | F - Verschlüsse und Hilfsvorrichtungen (neu) X |

In den einzelnen Kategorien wird eine dezimale Unterklassifizierung vorgenommen
| A10              | Faltschachteln mit Einsteckverschlüssen                                |
| A2420 (alt A111) | Faltschachteln mit Einsteckverschlüssen und gegenüberliegenden Klappen |
| A2220 (alt A112) | Faltschachteln mit Einsteckverschlüssen und versetzten Klappen         |